# Siguatepeque
Siguatepeque es un municipio y ciudad del departamento de Comayagua en la República de Honduras.

## Toponimia
Siguatepeque viene del vocablo de origen náhuatl cihualtepetl, "cihuatl" (mujer) + "tepetl" (cerro) que significa: "el cerro de las mujeres bellas".

## Límites
Siguatepeque está situado al norte de la Reserva biológica de Montecillos, en la meseta central de Honduras, en la región central, entre las dos principales ciudades, como son: Tegucigalpa y San Pedro Sula. Distando a 114 kilómetros de la primera y 139 kilómetros de la segunda. 
Está situado en una meseta altiplanicie, rodeada de verdes pinares que aún oxigenan la ciudad, formando parte del departamento de Comayagua, levantándose entre 1000 y 1200 m s. n. m. Su ubicación es de 14° 36′ 0″ de latitud norte y 87° 49′ 60″ de longitud oeste, teniendo su municipio una extensión territorial de 392.2 km².
| Orientación | Límite                                        |
| ----------- | --------------------------------------------- |
| Norte       | Municipio de Meámbar, Comayagua               |
| Norte       | Municipio de Taulabé, Comayagua               |
| Sur         | Municipio de Jesús de Otoro, Intibucá         |
| Sur         | Municipio de Comayagua, Comayagua             |
| Este        | Municipio de El Rosario, Comayagua            |
| Oeste       | Municipio de Jesús de Otoro, Intibucá         |
| Oeste       | Municipio de San José de Comayagua, Comayagua |

Actualmente cuenta con un peaje de la empresa COVI, en la entrada de la ciudad el cual permite el acceso a la carretera hacia Intibucá y hacia el lago de Yojoa.
- Altitud: 1,066 m s. n. m.
- Superficie: 392.2 km².
- Latitud: 14° 36′ 0″ N
- Longitud: 87° 49′ 60″ O

Siguatepeque tiene una ubicación privilegiada ya que se encuentra entre las dos principales ciudades de Honduras. (Tegucigalpa y San Pedro Sula).

## Historia

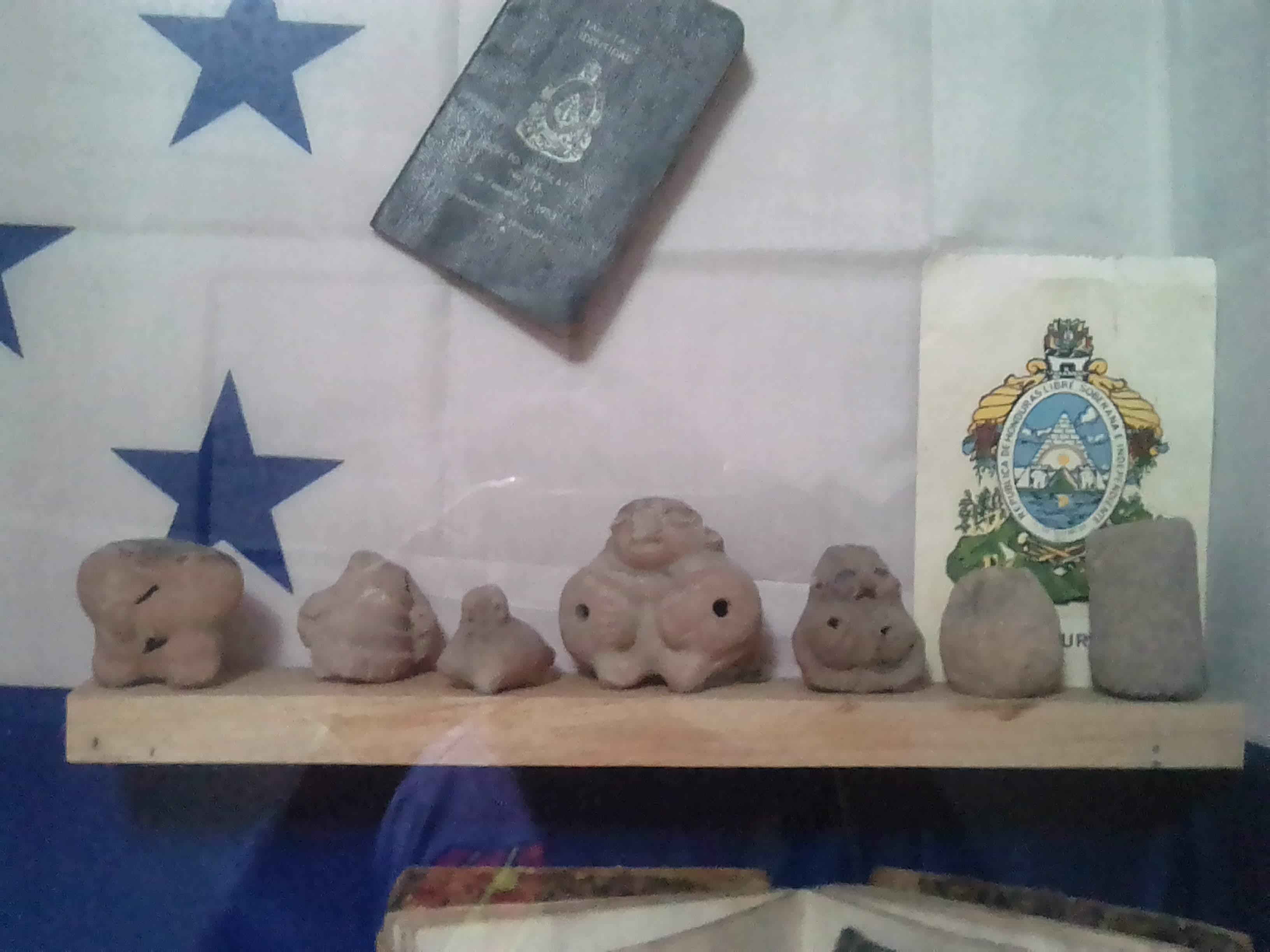
Piezas de arcilla Lencas encontradas en el bosque de los alrededores, expuestas en un café que se dedica exhibir reliquias históricas de la ciudad.

El actual emplazamiento de Siguatepeque era habitado por indígenas de la etnia lenca, que vivían de casas de paja yen la ribera de los ríos y riachuelos. De este grupo humano han sido hallados algunos utensilios como piedras de moler, vasijas, jarrones, ollas, objetos de adornos para sala, imágenes de deidades de diferentes formas y tamaños. 
El 7 de diciembre de 1537, el adelantado Alonso de Cáceres recorrió el poblado con sus huestes españolas, encontrando indígenas habitando en las faldas y sabanas aledañas al cerro Calanterique y también en las orillas de los riachuelos: Guique y Guaratoro. Según el Padre Vallejo; Siguatepeque se cree fue fundada inicialmente por indios de origen lenca, por el año de 1689. Ya para el año de 1788, Siguatepeque formaba parte de un curato de seis cofradías y contaba con las siguientes aldeas: Jaitique, Meámbar y Taulabé. Hay dos padrones del curato de Siguatepeque en el Archivo Eclesiástico de Comayagua, con fecha de 1796.
El libro de registro más antiguo de la época que se ha encontrado data de 1850, formando este, parte del archivo de la municipalidad. El 14 de abril de 1861 se le dio a Siguatepeque la categoría de municipio del departamento de Comayagua. Inicialmente se le dio el nombre de San José de Siguatepeque. Para el año de 1889 pierde como municipio la aldea de meambar, la que se constituye a su vez en municipio. Ese mismo año (1889), Siguatepeque se convierte en capital religiosa del país al instalarse en el lugar el Obispo de Honduras, Fray Manuel Francisco Vélez, quien había adquirido el inmueble del que fue el antiguo edificio del Instituto Genaro Muñoz Hernández, el cual era en esos tiempos, casa de retiro para los sacerdotes de su parroquia.
En 1847, la población cuenta ya con su primer Gobierno Municipal, presidido por don Juan Francisco Martínez, esto fue en tiempos que ocupó la presidencia de la república el Doctor Juan Lindo, cuando la ciudad de Comayagua era la capital de Honduras. 
El 9 de abril de 1926 el Congreso Nacional le confiere el título de Ciudad, siendo Presidente de Honduras, el Doctor Miguel Paz Barahona y don Darío Velásquez Castellanos, fungiendo como alcalde de la ciudad, siendo su Síndico don Domingo Meza Discua.

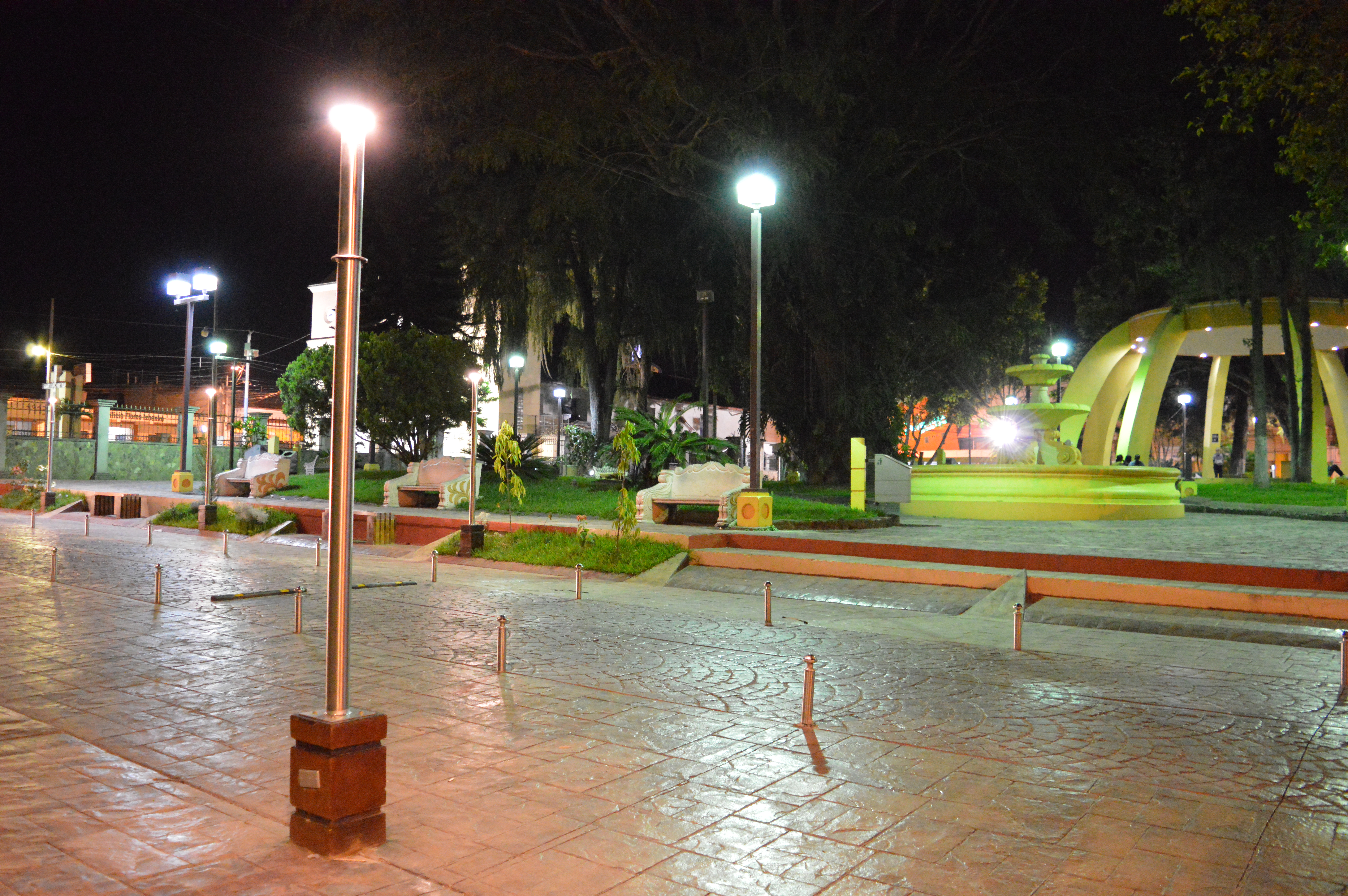
Parque del municipio de Siguatepeque

## Demografía
Siguatepeque tiene una población actual de 110 292 habitantes. De la población total, el 46,6 % son hombres y el 53,4 % son mujeres. Casi el 79,2 % de la población vive en la zona urbana.
La mayor parte de las aldeas que conforman este municipio, son de origen lenca (pertenecientes a los pueblos de tradición mayense).

## División política
- Aldeas: 29 (2013)
- Caseríos: 103 (2013)

| Código | Aldea                      |
| ------ | -------------------------- |
| 031801 | Siguatepeque               |
| 031802 | Agua Dulce                 |
| 031803 | Aguas del Padre            |
| 031804 | Buena Vista de Río Bonito  |
| 031805 | Chorreritas                |
| 031806 | El Achiote                 |
| 031807 | El Caobanal                |
| 031808 | El Pacayal                 |
| 031809 | El Pito                    |
| 031810 | El Porvenir                |
| 031811 | El Potrerón                |
| 031812 | El Rincón                  |
| 031813 | El Sauce                   |
| 031814 | El Socorro                 |
| 031815 | El Zapote                  |
| 031816 | Guarajao Nuevo             |
| 031817 | Guarajao Viejo N.º 1       |
| 031818 | La Crucita                 |
| 031819 | La Unión del Sute          |
| 031820 | Ojo de Agua                |
| 031821 | Potrerillos                |
| 031822 | Río Bonito                 |
| 031823 | San Antonio de la Cuchilla |
| 031824 | San Ignacio                |
| 031825 | San José de la Cuesta      |
| 031826 | San José de los Chagüites  |
| 031827 | Santa Cruz del Dulce       |
| 031828 | Santa Rosita               |
| 031829 | Taupaz                     |

## Clima
Siguatepeque presenta un clima subtropical húmedo templado (Köppen, Cfa/Cwa), que da lugar a veranos frescos a cálidos húmedos, e inviernos secos y frescos. Cuenta con temperatura media de 19 °C. Debido a su latitud, la temperatura no suele variar mucho en todo el año. En el mes más frío, que es enero, la media es de 17,2 °C, y la del mes más cálido, mayo, es de 22,0 °C. Fenómenos como las heladas son casi desconocidos en la zona, pero pueden suceder. Las granizadas son más recurrentes, pero también se dan en casos aislados.
| Parámetros climáticos promedio de El Socorro, Siguatepeque, Honduras (1,210 m) | Parámetros climáticos promedio de El Socorro, Siguatepeque, Honduras (1,210 m) | Parámetros climáticos promedio de El Socorro, Siguatepeque, Honduras (1,210 m) | Parámetros climáticos promedio de El Socorro, Siguatepeque, Honduras (1,210 m) | Parámetros climáticos promedio de El Socorro, Siguatepeque, Honduras (1,210 m) | Parámetros climáticos promedio de El Socorro, Siguatepeque, Honduras (1,210 m) | Parámetros climáticos promedio de El Socorro, Siguatepeque, Honduras (1,210 m) | Parámetros climáticos promedio de El Socorro, Siguatepeque, Honduras (1,210 m) | Parámetros climáticos promedio de El Socorro, Siguatepeque, Honduras (1,210 m) | Parámetros climáticos promedio de El Socorro, Siguatepeque, Honduras (1,210 m) | Parámetros climáticos promedio de El Socorro, Siguatepeque, Honduras (1,210 m) | Parámetros climáticos promedio de El Socorro, Siguatepeque, Honduras (1,210 m) | Parámetros climáticos promedio de El Socorro, Siguatepeque, Honduras (1,210 m) | Parámetros climáticos promedio de El Socorro, Siguatepeque, Honduras (1,210 m) |
| Mes                                                                            | Ene.                                                                           | Feb.                                                                           | Mar.                                                                           | Abr.                                                                           | May.                                                                           | Jun.                                                                           | Jul.                                                                           | Ago.                                                                           | Sep.                                                                           | Oct.                                                                           | Nov.                                                                           | Dic.                                                                           | Anual                                                                          |
| ------------------------------------------------------------------------------ | ------------------------------------------------------------------------------ | ------------------------------------------------------------------------------ | ------------------------------------------------------------------------------ | ------------------------------------------------------------------------------ | ------------------------------------------------------------------------------ | ------------------------------------------------------------------------------ | ------------------------------------------------------------------------------ | ------------------------------------------------------------------------------ | ------------------------------------------------------------------------------ | ------------------------------------------------------------------------------ | ------------------------------------------------------------------------------ | ------------------------------------------------------------------------------ | ------------------------------------------------------------------------------ |
| Temp. máx. abs. (°C)                                                           | 27.4                                                                           | 29.0                                                                           | 32.0                                                                           | 33.0                                                                           | 29.0                                                                           | 28.0                                                                           | 27.5                                                                           | 27.6                                                                           | 27.5                                                                           | 27.2                                                                           | 27.2                                                                           | 25.3                                                                           | 31.7                                                                           |
| Temp. máx. media (°C)                                                          | 22.9                                                                           | 24.0                                                                           | 28.9                                                                           | 28.0                                                                           | 29.0                                                                           | 27.9                                                                           | 27.6                                                                           | 27.8                                                                           | 27.6                                                                           | 25.8                                                                           | 24.0                                                                           | 21.9                                                                           | 26.3                                                                           |
| Temp. media (°C)                                                               | 17.3                                                                           | 18.9                                                                           | 19.2                                                                           | 22.9                                                                           | 22.9                                                                           | 21.9                                                                           | 21.5                                                                           | 20.2                                                                           | 20.0                                                                           | 18.9                                                                           | 18.7                                                                           | 17.3                                                                           | 20                                                                             |
| Temp. mín. media (°C)                                                          | 13.1                                                                           | 14.4                                                                           | 15.0                                                                           | 15.5                                                                           | 17.1                                                                           | 17.7                                                                           | 17.7                                                                           | 17.7                                                                           | 17.7                                                                           | 15.1                                                                           | 13.9                                                                           | 13.8                                                                           | 14.1                                                                           |
| Temp. mín. abs. (°C)                                                           | 0.3                                                                            | 0.2                                                                            | 8.0                                                                            | 11.8                                                                           | 16.0                                                                           | 15.6                                                                           | 13.4                                                                           | 13.0                                                                           | 12.4                                                                           | 10.2                                                                           | 5.2                                                                            | 7.6                                                                            | 7.5                                                                            |
| Precipitación total (mm)                                                       | 41.6                                                                           | 20.0                                                                           | 20.9                                                                           | 59.7                                                                           | 120.1                                                                          | 127.8                                                                          | 137.0                                                                          | 116.7                                                                          | 100.1                                                                          | 79.5                                                                           | 69.9                                                                           | 67.9                                                                           | 961.2                                                                          |
| Días de lluvias (≥ 1.0 mm)                                                     | 11                                                                             | 7                                                                              | 7                                                                              | 9                                                                              | 15                                                                             | 18                                                                             | 18                                                                             | 20                                                                             | 20                                                                             | 20                                                                             | 15                                                                             | 9                                                                              | 169                                                                            |
| Humedad relativa (%)                                                           | 71.5                                                                           | 71.0                                                                           | 72.0                                                                           | 75.5                                                                           | 76.0                                                                           | 76.0                                                                           | 74.0                                                                           | 73.5                                                                           | 73.5                                                                           | 76.0                                                                           | 76.5                                                                           | 73.5                                                                           | 74.1                                                                           |
| Fuente: Climate-Data.org                                                       |                                                                                |                                                                                |                                                                                |                                                                                |                                                                                |                                                                                |                                                                                |                                                                                |                                                                                |                                                                                |                                                                                |                                                                                |                                                                                |

## Economía

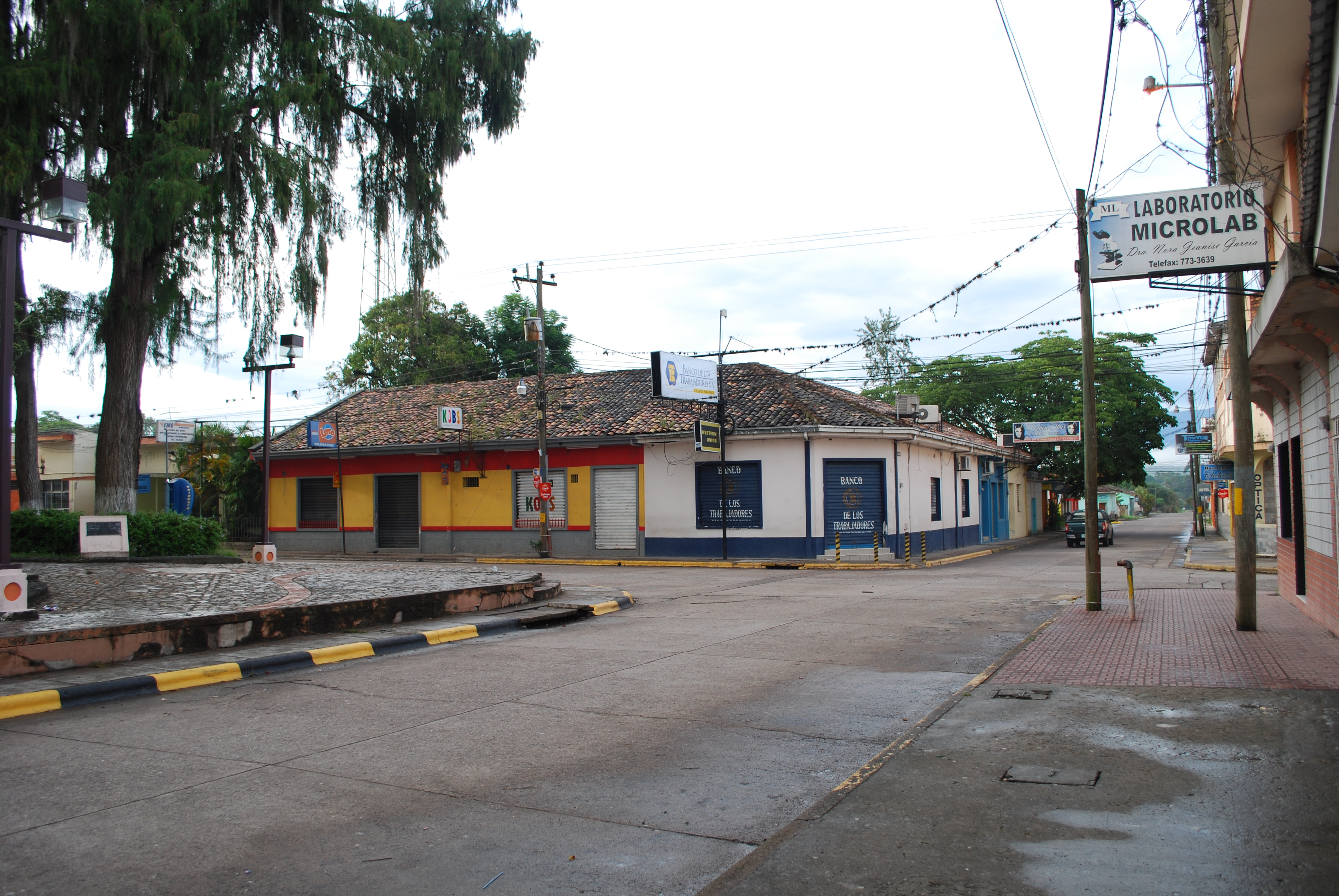
Calle típica de Siguatepeque llena de negocios

Está marcada por ser un importante centro agrícola regional, en el que se realiza la comercialización y transformación de productos agrarios típicos de la zona como el maíz, frijoles, el café, la caña de azúcar, las frutas (horticultura), la ganadería cuenta también con un notable desarrollo, sobre todo en el sector del ganado bovino. 
Las industrias especializadas son pocas entre ellas sobresalen la maquila, la curtiembre, industrias forestales y la elaboración de concentrados, siendo las otras semi-industrializadas o artesanales, tales como: envasado de frutas, productos alimenticios, confiterías, alfarería y otras.
El comercio lleva un ritmo de crecimiento muy notorio y actualmente los edificios vetustos están siendo transformados en modernos centros comerciales.

## Política

### Alcaldes municipales
Gobierno Municipal de Siguatepeque 2022-2026
| Alcalde de Siguatepeque       | Asley Guillermo Cruz Mejía |
| Vicealcaldesa de Siguatepeque | Geraldina Zelaya Rivera    |
| Regidor 1                     | Carlos Luis Reyes          |
| Regidor 2                     | Juan Carlos Morales        |
| Regidor 3                     | Dania Merary Mayorquín     |
| Regidor 4                     | Sofía Margarita Sánchez    |
| Regidor 5                     | Rosa Ana Mencía            |
| Regidor 6                     | David Enrique Zavala       |
| Regidor 7                     | Víctor Lenín Barahona      |
| Regidor 8                     | Napoleón Meza Alcantara    |
| Regidor 9                     | Damicela Soto Ballesteros  |
| Regidor 10                    | Fredy Eriberto Mejía       |

## Turismo

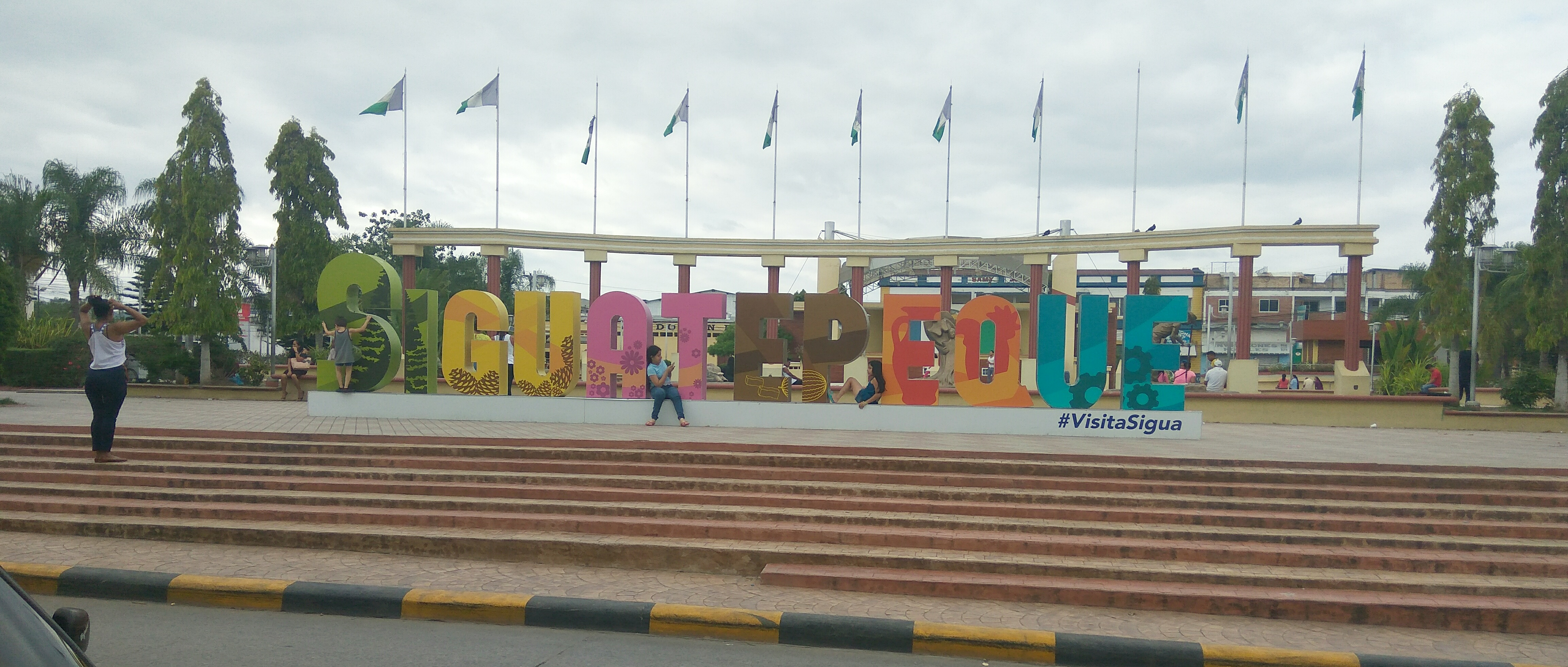
Parque de Siguatepeque

Por su clima, por entre las dos ciudades más importantes del país y por todas las facilidades que ofrece, se ha convertido en una zona atractiva para el turismo y las inversiones.
Algunos lugares son propiamente de Siguatepeque
- Parque Experimental San Juan: Pícnic y caminatas
- Bosque de Calanterique: Bonito Bosque para pasar en familia, hacer caminatas y ver la ciudad desde lo alto.
- Parque Central: Lugar de esparcimiento cercano a la Municipalidad y la Iglesia católica.
- Casa de la Cultura: Moderno edificio que da albergue a las manifestaciones artístico-culturales de la ciudad, en cuyas cercanías se encuentran amplias zonas de recreación como campos de fútbol y baloncesto.
- Parque de las Esculturas: Una colección de obras esculpidas en piedra por diversos artistas locales e internacionales.
- Murales en 360 grados del artista Gustavo Rivas: Ubicadas en las inmediaciones de la Casa de la Cultura.
- Camping El Ovejo
- Centro recreativo Leke´s un sitio para disfrutar y relajarse en Siguatepeque

Muchos turistas nacionales y extranjeros hacen turismo médico en Siguatepeque debido a su clima precioso y estando en altiplano central ideal para pasar un día.

## Deportes
El Club Atlético Independiente es el club que representa a la ciudad en la Liga de Ascenso de Honduras, juega sus partidos en el Estadio Roberto Martínez Ávila.

## Abastecimiento de agua
La ciudad se abastece con agua desde varios pozos y pequeñas presas en varias quebradas. El agua superficial es tratada en dos plantas de tratamiento, llamados Guaratoro y Rosental Oliva. El deterioro de la cobertura vegetal, la ganadería y asentamientos humanos en las microcuencas arriba de las tomas de agua superficial afectan a la calidad de la misma y su disponibilidad en verano. Como en muchas partes de Honduras, el servicio de agua llegua a los usuarios solamente algunas horas cada día y no existen medidores en las conexiones domiciliarias.
Hasta octubre de 2008 el sistema de agua de Siguatepeque ha sido manejado por la Empresa Nacional de Acueductos y Alcantarillado (SANAA). Después del traspaso del sistema a Aguas de Siguatepeque, una unidad administrativa desconcentrada de la municipalidad, se han reducido de manera significativa los costos de operación, particularmente la factura de energía eléctrica. La ONG Geólogos del Mundo de España (web) ha asistido en análisis de los factores de alto consumo de energía eléctrica por las bombas de los pozos. Con financiación del Banco Mundial se ha reemplazado una bomba, lo que ha contribuido en la reducción del consumo de electricidad.
Una Comisión Municipal de Agua y Saneamiento (COMAS) compuesta por representatnes de la sociedad civil y Corporación Municipal ha accompañado el proceso de traspaso del sistema de agua, supervisa y asesora el trabajo de Aguas de Siguatepeque y está socializando medidas de protección de microcuencas y de economía de agua en la comunidad.